# Fièvres (film, 1942)
Pour les articles homonymes, voir Fièvres.
Pour plus de détails, voir Fiche technique et Distribution.
Fièvres est un film français de Jean Delannoy, sorti en 1942.

## Synopsis
Tino Rossi interprète le rôle d'un chanteur lyrique à succès marié à Maria, Madeleine Sologne. Malgré un mariage parfait et une superbe carrière de chanteur, il trompe sa femme, malade, qui meurt en écoutant leur chanson,  Maria.
Il se retire alors dans le sud où il mène une vie dans l'anonymat le plus complet. Mais la fiancée de son ami le reconnaît et le séduit.

Son passé l'ayant rattrapé, à la suite d'une bagarre avec son ami Louis, il entre dans les ordres en devenant moine. C'est d'ailleurs ainsi qu'on le découvre au début du film, de dos, chantant magnifiquement l'Ave Maria de Schubert, puis le  O Sacrum convivium  (Largo de Haendel).

## Fiche technique
- Réalisation : Jean Delannoy, assisté de Claude Cariven
- Scénario, adaptation et dialogue : Charles Méré
- Script -girl : : Claude Vériat
- Décors : Pierre Marquet et Maurice Magniez
- Directeur de la photographie : Paul Cotteret
- Cameraman : Hugo S.
- Premier assistant opérateur : Roger Ledru
- Photographe de plateau et second assistant opérateur : Serge Dupeux
- Montage : Jean Delannoy
- Son : René Louge
- Musique : Henri Bourtayre,  Henri Goublier fils, Roger Lucchesi[1]
- Maquillage : Serge Gleboff
- Producteur : Charles Méré
- Directeur de production : Jean Mugeli
- Société de production et de distribution : Les Films Minerva
- Pays :  France
- Format :  Noir et blanc - 1,37:1 - 35 mm - son mono
- Genre : Drame
- Durée : 125 minutes
- Date de sortie : 
  - France - 21 janvier 1942 à Paris le Paramount.

## Distribution
- Tino Rossi : Jean Dupray, un chanteur lyrique à succès
- Madeleine Sologne : Maria Dupray, sa femme malade
- Jacqueline Delubac : Edith Watkins, une riche Américaine qui séduit Jean
- Ginette Leclerc : Rose, la dernière tentation de Jean
- Lucien Gallas : le jeune homme traqué
- René Génin : Louis Martet, l'ami de Jean
- Jacques Louvigny : Tardivel, l'imprésario de Jean
- Mathilde Alberti : la patronne du café
- André Bervil : Antonio
- Georges Bever : Georges
- André Carnège : le médecin
- Francine Claudel
- Léonce Corne : Caboussol
- Léna Darthès
- Maxime Fabert : Charles
- Eugène Frouhins : le cabotin
- Jacqueline Marbaux
- Maurice Marceau
- Frédéric Mariotti : un convive
- Alexandre Mathillon : le directeur
- Albert Michel
- Jean Pignol : l’agent
- Jean Reynols : le prieur
- Marcelle Yrven : la vieille actrice
- Henri Farty
- Jacques Beauvais
- Aimé Barelli
- Loulou Gasté
- Hubert Rostaing

## Autour du film
- Le film Fièvres a été tourné à partir du 8 septembre 1941, en pleine zone occupée et à proximité de ce qui allait devenir le « mur de l’atlantique ».
- Ce film a été réalisé et mis en scène par Jean Delannoy, connu pour ses films de qualité et ses mélodrames dirigés d’une main de maître. Dans cette réalisation, le metteur en scène nous donne à voir et à méditer l’itinéraire mystique d’un artiste célèbre qui s’est volontairement écarté d’une vie tumultueuse.
- Bien que le film soit censé se dérouler en Provence, les extérieurs ont été tournés dans les environs de Royan[1]. Les extérieurs à la plage et dans les dunes ont été tournés à Saint-Georges-de-Didonne (au Trier de la Tâche et à la pointe de Suzac). De nombreuses scènes sont tournées dans l'abbaye Notre-Dame de Sablonceaux, près de Saujon, à une dizaine de kilomètres de Royan.
- En pleine zone occupée, et à proximité de la façade atlantique classée en zone militaire, le tournage du film, en plus d’être à la main de l’occupant, était aussi physiquement surveillé par les soldats allemands. Ainsi, les équipes de tournage et les acteurs qui logeaient à l’Hôtel des Girondins à Royan étaient-ils escortés en autocar et à pied tous les matins lors des tournages par les feldgendarmes en extérieur, et ce sans échappatoire possible.
- À noter que sur les six chansons interprétées dans le film, trois chansons n’ont pas été éditées en 78 tours à cette époque, malgré leur évidente réussite artistique, dont notamment le magnifique Largo de Haendel chanté en latin et la Sérénade de Don Juan composée par Mozart... La cause en est très simple, les années 1941 à 1943 furent des années de privations terribles, et même les grandes maisons de disques comme Columbia et Pathé manquaient de matières premières pour fabriquer les disques ! Ainsi, fallait-il faire des choix, et beaucoup d’enregistrements furent sacrifiés sur l’autel des privations dues à la guerre !
- Précisons en outre que deux des chansons qui furent de gros succès du film « Ma Ritournelle » et « Un soir, une nuit », ont été composées par Henri Bourtayre.

extrait de Nos Deux-Charentes en cartes postales anciennes, numéro 34,  spécial 36 pages Cinéma en Charentes, Tino Rossi dans Fièvres..., janvier 1987.